# Jordan Murphy
Jordan Bernard Murphy (San Antonio, 28 febbraio 1997) è un cestista statunitense con cittadinanza americo-verginiana naturalizzato portoricano.